# Mirosław Żelazny
Mirosław Żelazny (ur. 30 sierpnia 1954 w Radomiu) – polski etyk i estetyk, filozof i historyk filozofii specjalizujący się w filozofii niemieckiej (Kant, Nietzsche), profesor zwyczajny Uniwersytetu Mikołaja Kopernika w Toruniu (kierownik Zakładu Estetyki w Instytucie Filozofii UMK).

## Kariera naukowa
W latach 1973–1977 studiował w Instytucie Filozofii Uniwersytetu Warszawskiego. W 1977 otrzymał magisterium z filozofii na podstawie pracy Istnienie i egzystencja w filozofii Karla Jaspersa. W 1981 obronił na UMK pracę doktorską Problem metafizyki u Nietzschego i Wagnera. Habilitował się w 1989 na Uniwersytecie im. Adama Mickiewicza w Poznaniu, na podstawie dorobku naukowego oraz pracy Metafizyka czasu i wieczności jako filozofia człowieka w idealizmie niemieckim (od Kanta do Nietzschego). We wrześniu 1977 został zatrudniony w UMK, najpierw w Zakładzie Etyki Instytutu Nauk Społecznych, a później Instytucie Filozofii. Od 1990 był kierownikiem Zakładu Estetyki w Instytucie Filozofii. 
W 1995 otrzymał tytuł profesora nauk humanistycznych o specjalizacji w estetyce i historii filozofii nowożytnej. 
Został przewodniczącym rady programowej Studiów z filozofii niemieckiej, współzałożycielem oraz członkiem rady programowej serii filozoficznej wydawnictwa Comer, potem Wydawnictwa Rolewski. Był Przewodniczącym Rady Programowej Międzywydziałowych Indywidualnych Studiów Humanistycznych przy UMK.
Opublikował dziewięć książek i kilkanaście artykułów poświęconych historii filozofii nowożytnej i współczesnej, przede wszystkim niemieckiej, a także historii etyki i estetyki. Dokonał trzeciego polskiego przekładu Krytyki czystego rozumu Kanta. 
Na początku 2018 był na trzy miesiące zawieszony przez rektora UMK w prawach nauczyciela akademickiego w związku z oskarżeniami o mobbing.
17 stycznia 2020 komisja dyscyplinarna UMK na wniosek rzecznika nałożyła na Żelaznego karę nagany i 5-letni zakaz pełnienia funkcji kierowniczych. Media doniosły 2 kwietnia 2020, że UMK z dniem 1 kwietnia 2020 rozwiązał stosunek pracy z Mirosławem Żelaznym „bez zachowania okresu wypowiedzenia, z powodu ciężkiego naruszenia podstawowych obowiązków pracowniczych”.

## Książki autorskie
- Metafizyka czasu i wieczności jako filozofia człowieka w idealizmie niemieckim od Kanta do Nietzschego, Toruń 1986.
- Źródłowy sens pojęcia estetyka. Rozprawy z historii estetyki niemieckiej, Toruń 1994.
- Idea wolności w filozofii Kanta, Toruń 1993 (II wyd. 2001).
- Heglowska filozofia ducha, Toruń 2000.
- Nietzsche – „ten wielki wzgardziciel”, Toruń, Wydawnictwo Naukowe UMK, 2007.
- Podpatrzyć niebo. Esej z filozofii idei, Toruń, Wydawnictwo Naukowe UMK, 2008.
- Kant dla początkujących, Toruń 2008.
- Hegel dla początkujących, Toruń 2009.
- Estetyka filozoficzna, Toruń, Wydawnictwo Naukowe UMK, 2009.
- Filozofia i psychologia egzystencjalna, Toruń, Wydawnictwo Naukowe UMK, 2011.

## Wybrane artykuły
- O źródle i granicach historii w filozofii Karla Jaspersa, „Studia Filozoficzne” nr 8/1979.
- Wpływ Schopenhauera i Wagnera na twórczość młodego Nietzschego, „Studia Filozoficzne” nr 9/1981.
- Wieczny powrót i wieczne powracanie w filozofii Fryderyka Nietzschego, „Studia Filozoficzne” nr 11–12/1982.
- Chaos i logos, „Studia Filozoficzne” nr 11–12/1983.
- Józef Władysław Bychowiec, w: Filozofia na Uniwersytecie Wileńskim, Toruń 1997.
- Wprowadzenie, w: J. Ożarowski, Droga rozwojowa marburskiej doktryny etycznej, Warszawa 1998.
- Czym jest dla mnie filozofia?, w: Przeszłość i przyszłość filozofii, pod red. R. Kozłowskiego i P. W. Juchacza, Poznań 1999.
- O pewnym polskim modelu kariery zawodowej – kariera jako służba słabszym grupom społecznym (na marginesie etyki Kanta i Żeromskiego), „Zagadnienie Naukoznawstwa” z. 2/2001.
- Ładunek emocjonalny: historia, tradycja kulturowa, w: Historyczne wnętrze urbanistyczne, Warszawa 2001.

## Recenzje
- Erinnerungen an Karl Jaspers, „Ruch Filozoficzny” 1978.
- B. Welte, Zwischen Zeit und Ewigkeit, „Ruch Filozoficzny” 1985.
- U. Schneider, Grundzüge einer Philosophie des Glücks bei Nietzsche, „Ruch Filozoficzny” 1985.
- Karl Jaspers. Philosopher Among Philosophers, „Ruch Filozoficzny” 1994.
- Aktualność Kanta, Otfried Hoffe, Immanuel Kant, „Znak” 8/1995.
- H. Benisz, Filozofia i sztuka u Nietzschego, „Ruch Filozoficzny” nr 4 1996.

## Przekłady
- M. Heidegger, Polna droga, „Colloquia Communia” nr 4/1983.
- I. Kant, O zmyśle wewnętrznym, „Studia Filozoficzne” nr 6/1987.
- I. Kant, Koniec wszystkich rzeczy, O niedawno powstałym wyniosłym tonie w filozofii, Toruń 1992 (wyd. 2, Toruń 1996).
- I. Kant, Przypuszczalny początek ludzkiej historii (i inne rozprawy historiozoficzne), Toruń 1995.
- I. Kant, Rozważania o uczuciu piękna i wzniosłości, w: tegoż, Pisma przedkrytyczne, Toruń 1999 (wspólnie z Dariuszem Pakalskim).
- I. Kant, Spór fakultetów, Toruń 2003.
- I. Kant, Krytyka czystego rozumu, Dzieła zebrane Immanuela Kanta, t. 2, Toruń 2013.